# 戰俘營
戰俘營是用來拘禁戰爭時所俘虜的敵軍，集中營一般則指戰爭時所拘禁的敵國平民。

## 美國獨立戰爭
美國俘虜的英國與德國的戰俘集中在劍橋 (麻薩諸塞州)，而後又被轉移到位於維吉尼亞的夏律第鎮（Albemarle Barracks）戰俘營。

## 拿破崙戰爭
英國將俘虜的法國與荷蘭的戰俘關在位於彼得伯勒的（Norman Cross）戰俘營。

## 二次大戰

### 軸心國

#### 日本
二次大戰時日本設置了以下的戰俘營：
- 日本內地

- 台灣

1943-1944年間，於高雄州（今高雄市和屏東縣）的Airyokei戰俘營，美國牧師正在舉行葬禮儀式

  - Kinkaseki戰俘營(位於金瓜石、臺語稱凸鼻仔寮) #1
  - Taichung 台中 #2
  - Heito 屏東 #3
  - Shirakawa 白河戰俘營 #4
  - Taihoku Mosak 台北 #5
  - Taohoku 台北 #6
- 滿洲國及中华民国（汪精卫政权）
  - 南京老虎橋江蘇第一監獄
  - 沈阳二战盟军战俘营
- 香港
  - 北角戰俘營
  - 深水埗軍營
  - 亞皆老街集中營
- 新幾內亞
  - 拉包爾戰俘營

## 朝鲜战争

在一座戰俘營中作體操的朝鮮人民軍戰俘

#### 中朝
据美国中情局的报告，在朝鲜战争期间，中國经营三种战俘营。和平阵营安置了同情共产主义战俘的战俘营，改革阵营是为熟练的战俘准备的，他们要被共产主义思想所灌输，第三类是正常的战俘营。中國的政策不允许在头两个营地交换囚犯。

#### 联合国军
- 巨济岛战俘营
- 济州岛战俘营
- 釜山战俘收容所

## 阿富汗战争和伊拉克战争
- 巴格达中央监狱
- 帕尔旺拘留所
- 布卡营地
- 三角洲营地（关塔那摩湾）- 关塔那摩湾拘押中心